# Olympische Sommerspiele 1912/Teilnehmer (Chile)
| Gelbes Symbol für Goldmedaillen mit stilisierten Olympischen Ringen | Graues Symbol für Silbermedaillen mit stilisierten Olympischen Ringen | Braundes Symbol für Bronzemedaillen mit stilisierten Olympischen Ringen |
| ------------------------------------------------------------------- | --------------------------------------------------------------------- | ----------------------------------------------------------------------- |
| —                                                                   | —                                                                     | —                                                                       |

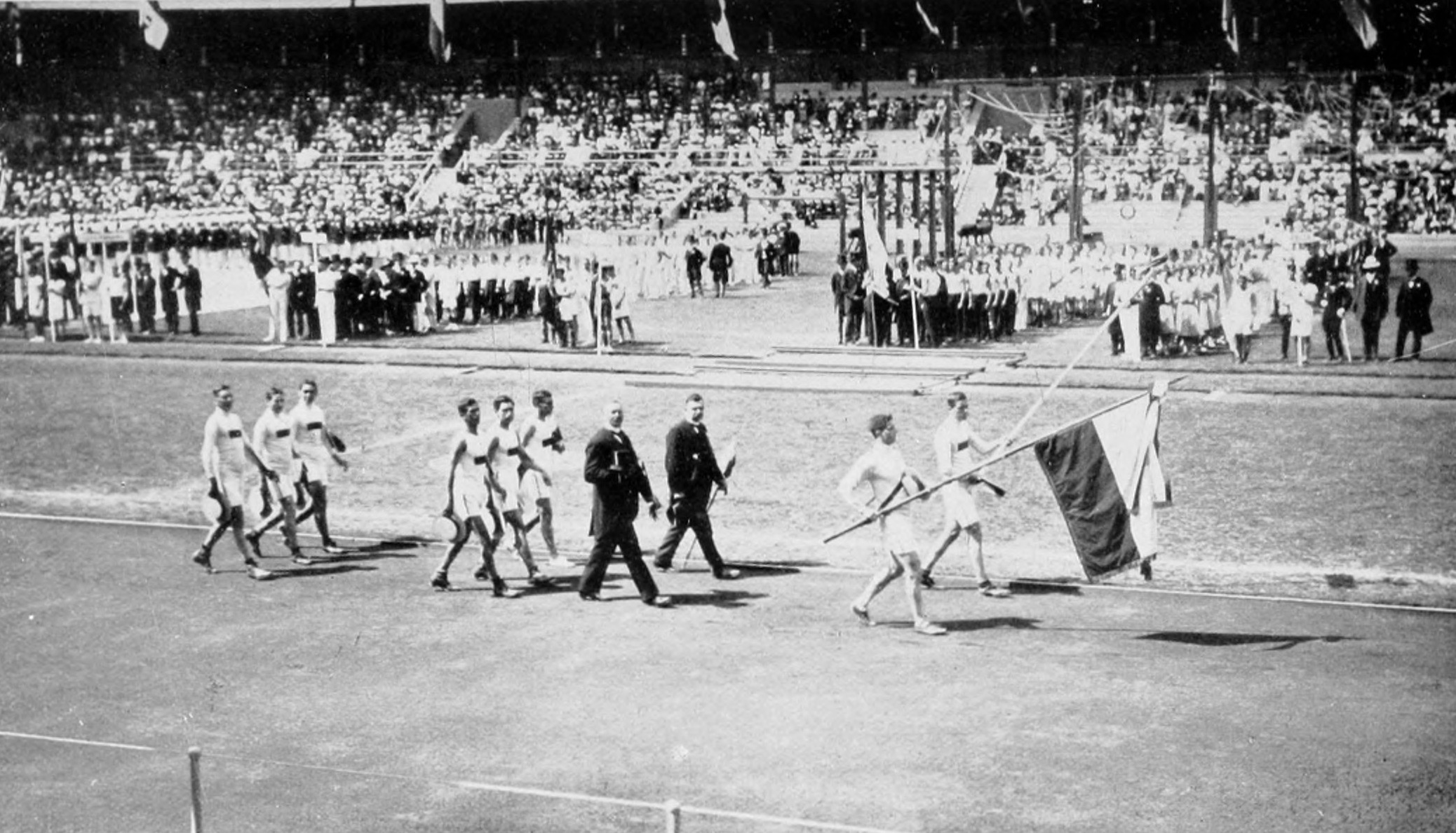
Chile bei der Eröffnungsfeier der Olympischen Sommerspiele 1912

Chile nahm an den Olympischen Sommerspielen 1912 in Stockholm, Schweden, mit einer Delegation von 14 Sportlern (allesamt Männer) teil.

## Teilnehmer nach Sportarten

### Leichtathletik
- Pablo Eitel
100 m: Vorläufe
200 m: Vorläufe
110 m Hürden: Halbfinale

- Leopoldo Palma
800 m: Vorläufe

- Federico Mueller
800 m: Vorläufe

- Alfonso Sánchez
5000 m: Vorläufe
10.000 m: Vorläufe

- Rolando Salinas
10.000 m Gehen: Vorläufe

- Rodolfo Hammersley
Hochsprung: Keine Platzierung
Standhochsprung: Keine Platzierung

### Radsport
- Alberto Downey
Straßenrennen, Einzel: 42. Platz
Straßenrennen, Mannschaft: 9. Platz

- Cárlos Koller
Straßenrennen, Einzel: 58. Platz
Straßenrennen, Mannschaft: 9. Platz

- Arturo Friedemann
Straßenrennen, Einzel: 69. Platz
Straßenrennen, Mannschaft: 9. Platz

- José Torres
Straßenrennen, Einzel: 74. Platz
Straßenrennen, Mannschaft: 9. Platz

### Reiten
- Enrique Deichler
Springreiten, Einzel: 16. Platz

- Elias Yáñez
Springreiten, Einzel: 25. Platz

### Schießen
- Harald Ekwall
Beliebige Scheibenpistole: 23. Platz
Schnellfeuerpistole: 38. Platz
Armeegewehr, Dreistellungskampf: 43. Platz
Armeegewehr, 600 Meter: 67. Platz

- Félix Alegría
Beliebige Scheibenpistole: 38. Platz
Schnellfeuerpistole: 25. Platz
Armeegewehr, Dreistellungskampf: 48. Platz
Armeegewehr, 600 Meter: 72. Platz